# Еюноилеостомия
Еюноилеостомия — хирургическая операция, заключающаяся в соединении тощей кишки с подвздошной, когда удаляется либо конец тощей кишки, либо начало подвздошной кишки или необходимо наложить обходной анастомоз, минуя эти участки кишечника. Данная операция обычно выполняется при заболеваниях кишечника (например, при болезни Крона). Ранее она выполнялась в процессе лечения ожирения, однако в последнее время от неё отказались из-за наличия серьёзных побочных эффектов.
Может производится как эндоскопически, так и обычным полостным хирургическим методом.